# Alonte
Alonte (deutsch veraltet: Lont) ist eine nordostitalienische Gemeinde (comune) mit 1564 Einwohnern (Stand 31. Dezember 2023) in der Provinz Vicenza in Venetien. Die Gemeinde liegt etwa 22 Kilometer südsüdwestlich von Vicenza am Chiampo und grenzt direkt an die Provinz Verona.

## Geschichte
Die Nekropole von Alonte stammt aus dem 6. bis 4. vorchristlichen Jahrhundert und weist unter anderem acht Gräber auf, die gemeinsam ein Rechteck bilden. Erstmals urkundlich erwähnt wird die Gemeinde während des Mittelalters (753), die Kirche wird in den rationes decimarum (1297–1303) genannt. Der Ortsteil Corlanzone taucht dagegen erst 1545 auf.